# Papiros mágicos gregos
O deus egípcio Set visto em um dos papiros.
Os papiros mágicos gregos (do latim Papyri Graecae Magicae - PGM; em grego: Ελληνικοί Μαγικοί Πάπυροι) são um conjunto de textos escritos primordialmente em grego antigo (mas também em copta e egípcio demótico), encontrado nos desertos do Egito.

## A descoberta
Os papiros jogam alguma luz sobre como era o sincrético mundo mágico-religioso do Egito greco-romano e as áreas próximas. Giovanni Anastasi comprou os papiros no Egito por volta de 1827. O "Tesouro de Tebas" também continha o Papiro de Estocolmo e o XV Papiro de Leyden (escritos alquímicos). A sua coleção foi dispersada entre 1840 e 1860.

## Conteúdo
Os papiros são, majoritariamente, do período entre o século II a.C. e o século V d.C.
O conjunto dos papiros foi reunido e traduzido pela primeira vez no início do século XX dC pelo estudioso alemão Karl Preisendanz e publicado por ele em dois volumes, em 1928 e 1931. Um terceiro volume estava planejado (contendo novos textos e índices), mas foi destruído durante o bombardeio de Leipzig durante a Segunda Guerra Mundial. Os novos textos foram incorporados na edição de 1974 do volume II (publicado após a morte de Preisendanz). Contudo, os índices circularam apenas entre os estudiosos e ainda assim em umas poucas cópias xerocadas. Estes índices são agora obsoletos, pois os PGM podem agora ser consultados no banco de dados Thesaurus Linguae Graecae e em vários outros dicionários publicados.

## Mágica no Egito greco-romano

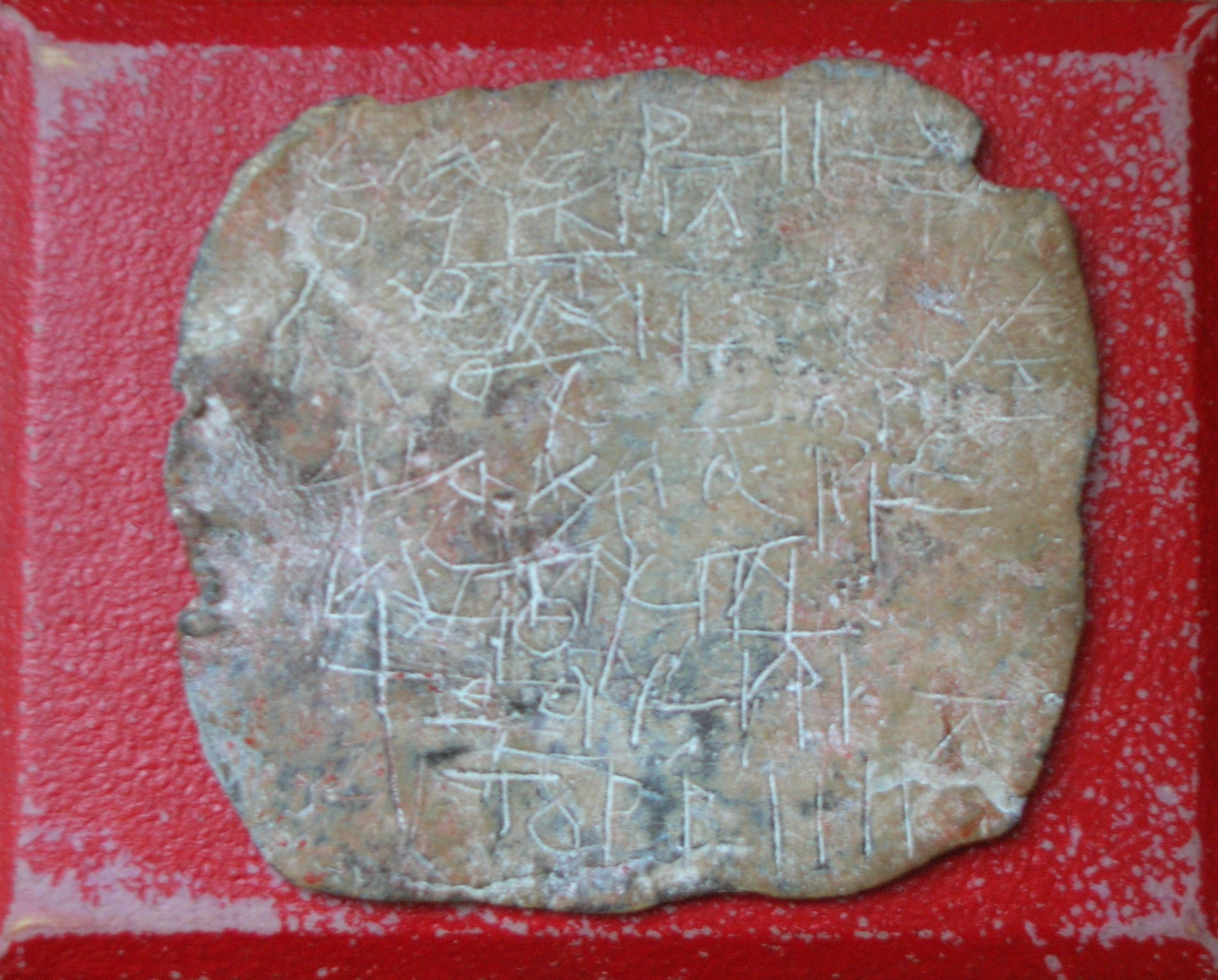
Óstraco com defixione

Muitos dos pedaços do papiro são páginas ou trechos fragmentários de livros de encantamentos, repositórios do conhecimento arcano e de segredos místicos. As páginas contém encantos, receitas, fórmulas e orações, misturadas com palavras mágicas - muitas vezes de forma abreviada para as fórmulas mais comuns. Estes encantos variam desde impressionantes conjurações de deuses e demônios malignos até remédios populares, ou até mesmo truques de salão; de espetaculares maldições fatais a encantos de amor, curas para impotência e pequenas doenças.
Em muitos casos, as palavras e frases formuladas são muito similares àquelas encontradas em defixiones (tabuletas de maldição ou de "amarrações",
κατάδεσμοι, em grego), como as que se encontram escritas em ostraka, amuletos e tabuletas de chumbo.

## Religião no Egito greco-romano
A religião dos "Papiros Mágicos Gregos" é um elaborado sincretismo entre influências religiosas gregas, egípcias, judaicas e mesmo babilônias e cristãs misturadas na situação peculiar do Egito greco-romano. Este sincretismo é evidente de várias formas. Frequentemente, aos Olimpianos são dados atributos de suas contrapartes egípcias, o que pode também ser entendido como estas sendo referenciadas por nomes gregos. Por exemplo, Afrodite (que era associada à egípcia Hator) é chamada pelo epíteto Neferihri - do egípcio  Nfr-iry.t, "Belos olhos" (PGM IV. 1266).